# Saint-Paul (Vosges)
Saint-Paul település Franciaországban, Vosges megyében. Lakosainak száma 148 fő (2022. január 1.). Saint-Paul Balléville, Dommartin-sur-Vraine, Morelmaison, Rainville és Viocourt községekkel határos.

## Népesség
A település népessége az elmúlt években az alábbi módon változott:
| Lakosok száma | 135  | 146  | 154  | 156  | 160  | 165  | 159  | 154  | 148  |
|               | 2013 | 2015 | 2016 | 2017 | 2018 | 2019 | 2020 | 2021 | 2022 |